# Горбалюк Борис Васильович
Бори́с Васи́льович Горбалю́к (3 травня 1927, Ольгопіль — 8 жовтня 1990, Львів) — український радянський майстер художньої кераміки; член Спілки радянських художників України з 1962 року.

## Біографія
Народився 3 травня 1927 року в селі Ольгополі (нині Гайсинський район Вінницької області, Україна). Протягом 1951—1957 років навчався у Львівському інституті прикладного і декоративного мистецтва, був учнем Михайла Бєляєва, Федора Ткаченка. Дипломна робота — декоративна ваза «Героїка Чорноморського флоту 1905—1945 роки» (керівник Тарас Порожняк, оцінка — відмінно).
З 1965 року викладав у Львівському інституті прикладного і декоративного мистецтва; у 1977—1985 роках обіймав у ньому посаду завідувача кафедри художньої кераміки. Мешкав у Львові в будинку на вулиці Тернопільській, № 1а, квартира № 5. Помер у Львові 8 жовтня 1990 року.

## Творчість
Працював у галузі декоративного мистецтва (художня кераміка). Серед робіт:
- декоративні вази — «700 років Львову» (порцеляна, 1955), «Іван Якович Франко» (порцеляна, 1956; Львівський національний літературно-меморіальний музей Івана Франка), «Герої-чорноморці» (1957), «Шахтарям України» (порцеляна, 1960; Донецький обласний художній музей), «Шевченко-демократ» (майоліка, 1961; Музей етнографії та художнього промислу), «Оборона Брестської фортеці», «Гуцулка», «Мармурова», «Кракле» (усі — 1963), «Бойківська», «Гайдамаки» (обидві — 1964), «Сорочинський ярмарок» (1965), «Радянський Львів» (кам'яна маса, майоліка, 1966), «Солдати революції», «Радянська Гуцульщина» (обидві — 1967), «Львів сучасний» (1969), «Радянський Львів» (1972), «Герої Брестської фортеці», «Поділля» (обидві — 1975);
- декоративні тарелі — «Гамалія», «Катерина» (Національний музей українського народного декоративного мистецтва), «Перебендя» (Національний музей українського народного декоративного мистецтва) (всі — 1961), «Кобзар» (Музей етнографії та художнього промислу), «Бандурист», «Гайдамаки», «Мені тринадцятий минало…», «Прометей» (кам'яна маса, Музей етнографії та художнього промислу), «Тарас Шевченко — солдат» (всі — 1964);
- декоративний пласт «Індустрія» (1971).

Виконував зразки масових виробів для Львівської кераміко-скульптурної фабрики (вази для квітів, блюда, кашпо, тарілки, попільнички, настінні та підлогові вази).
Брав участь у виставках: республіканських з 1957 року, всесоюзних з 1959 року.